# Tab Murphy
Charles Talbot Murphy conocido profesionalmente como Tab Murphy (nació el 3 de agosto de 1961) es un guionista y director de cine estadounidense.
Estudió en la Universidad Estatal de Washington antes de trasladarse a la facultad de cine de la Universidad del Sur de California., pero se fue antes de graduarse para comenzar a escribir. Fue contratado en 1983 por Paramount Pictures para escribir para Eddie Murphy, y dirigió y escribió su primera película, Last of the Dogmen en 1995. Desde entonces, ha escrito varias películas para The Walt Disney Company.

## Filmografía como guionista
- My Best Friend Is a Vampire (1987) (también como productor asociado).
- Gorilas en la niebla (1988).
- The Addams Family (película) (1991)
- Last of the Dogmen (1995) (también como director).
- El jorobado de Notre Dame (1996).
- Tarzán (película de 1999) (1999).
- Atlantis: El imperio perdido (2001).
- Atlantis: El regreso de Milo (2003).
- Brother Bear (2003).
- Brother Bear 2 (2006).
- Dark Country (2009).
- Superman/Batman: Apocalypse (2010).

## Premios y distinciones
Premios Óscar
| Año  | Categoría            | Película             | Resultado |
| ---- | -------------------- | -------------------- | --------- |
| 1989 | Mejor guion adaptado | Gorilas en la niebla | Nominado  |